# Parafia św. Józefa w Skołyszynie
Parafia św. Józefa w Skołyszynie – parafia rzymskokatolicka znajdująca się w diecezji rzeszowskiej w dekanacie Jasło - Zachód.

## Historia
Początki parafii w Skołyszynie rozpoczęły się w 1974 roku w Lisowie, gdy Helena Korzeniowska ofiarowała dom na kaplicę. Po dokonaniu adaptacji, od 14 grudnia ks. Józef Śnieżek odprawiał msze święte, a 26 grudnia 1974 roku bp Ignacy Tokarczuk poświęcił kaplicę. 
26 czerwca 1986 roku dekretem bpa Ignacego Tokarczuka została erygowana parafia w Skołyszynie, z wydzielonego terytorium parafii Sławęcin. Pierwszym proboszczem został ks. Eugeniusz Fil. W skład nowej parafii weszły: Skołyszyn, Lisów i Kunowa. Następnie zbudowano tymczasową kaplicę, którą 29 listopada 1986 roku poświęcił bp Ignacy Tokarczuk, pw św. Józefa i Świętych Apostołów Piotra i Pawła. W 1987 roku zbudowano dom parafialny. 
9 maja 1996 roku bp Edward Białogłowski poświęcił plac pod budowę nowego kościoła. W 1997 roku rozpoczęto budowę murowanego kościoła. 24 maja 1998 roku bp Kazimierz Górny wmurował kamień węgielny. 10 grudnia 2006 roku bp Kazimierz Górny dokonał konsekracji kościoła.
Na terenie parafii jest 1 332 wiernych. Parafia wydaje biuletyn informacyjny "Posłanie".
Proboszczowie parafii:
1986. ks. Eugeniusz Fil.
1986–2022. ks. kan. prał. Tadeusz Wawryszko.
2022– nadal ks. Grzegorz Czeluśniak.